# アミン・ニヤゾフ
アミン・ニヤゾフ（ロシア語: Ами́н Ирма́тович Ния́зов、ウズベク語: Амин Эрматович Ниёзов、1903年 - 1973年）は、ウズベク・ソビエト社会主義共和国の政治家、ソ連共産党員。
フェルガナ州アク・テペ村出身。1930年～1934年、I.V.スターリン名称産業アカデミーで学ぶ。
- 1919年 - フェルガナ郡食料委員会職員、コムソモール・フェルガナ市委員会書記
- 1920年～1930年 - トルキスタン・チェーカー、ゲーペーウーで働いた後、フェルガナ州財務課主任
- 1935年 - 党の業務に移る。
- 1941年～1946年 - ウズベキスタン財務人民委員
- 1946年～1947年 - ウズベク・ソビエト社会主義共和国閣僚会議副議長
- 1947年～1950年 - ウズベク・ソビエト社会主義共和国最高会議幹部会議長
- 1950年4月～1955年 - ウズベキスタン共産党中央委員会第一書記
- 1956年～1957年 - ウズベク・ソビエト社会主義共和国公共事業相

1946年～1958年、ソ連最高会議代議員。1952年～1956年、ソ連共産党中央委員会委員。